# Metopius curtiventris
Metopius curtiventris är en stekelart som beskrevs av Clement 1930. Metopius curtiventris ingår i släktet Metopius och familjen brokparasitsteklar. Inga underarter finns listade i Catalogue of Life.